# Commission historique de Hesse
La Commission historique de Hesse (anciennement Commission historique de Hesse et Waldeck) est une société scientifique qui a pour mission de rechercher l'histoire de la Hesse, de ses anciens territoires et des paysages historiquement associés et de publier les résultats de la recherche. Elle est fondée en 1897.

## Histoire
Le moteur de la création de la Commission historique de Hesse est Goswin von der Ropp (de), professeur d'histoire moyenne et moderne à l'Université de Marbourg. La Commission historique doit servir d'intermédiaire entre la recherche universitaire et régionale. Il faut également exclure qu'elle puisse concurrencer la Monumenta Germaniae Historica fondée par Heinrich Friedrich Karl vom und zum Stein en 1819.
Le 10 juillet 1897, la Commission historique de Hesse et Waldeck est fondée à l'Université de Marbourg avec « un droit illimité à l'autodétermination ». L'assemblée fondatrice décide de la mission et du but et les résument dans les statuts. Il doit publier « les sources et les représentations de l'histoire de Hesse et de Waldeck d'une manière qui réponde aux exigences de la science ».
Malgré les suggestions et les efforts antérieurs de l'Association d'histoire de Hesse et d'études régionales (de) à Cassel et de l'Association d'histoire de la Haute Hesse à Giessen, la Commission historique est fondée indépendamment des deux associations historiques.

## Président

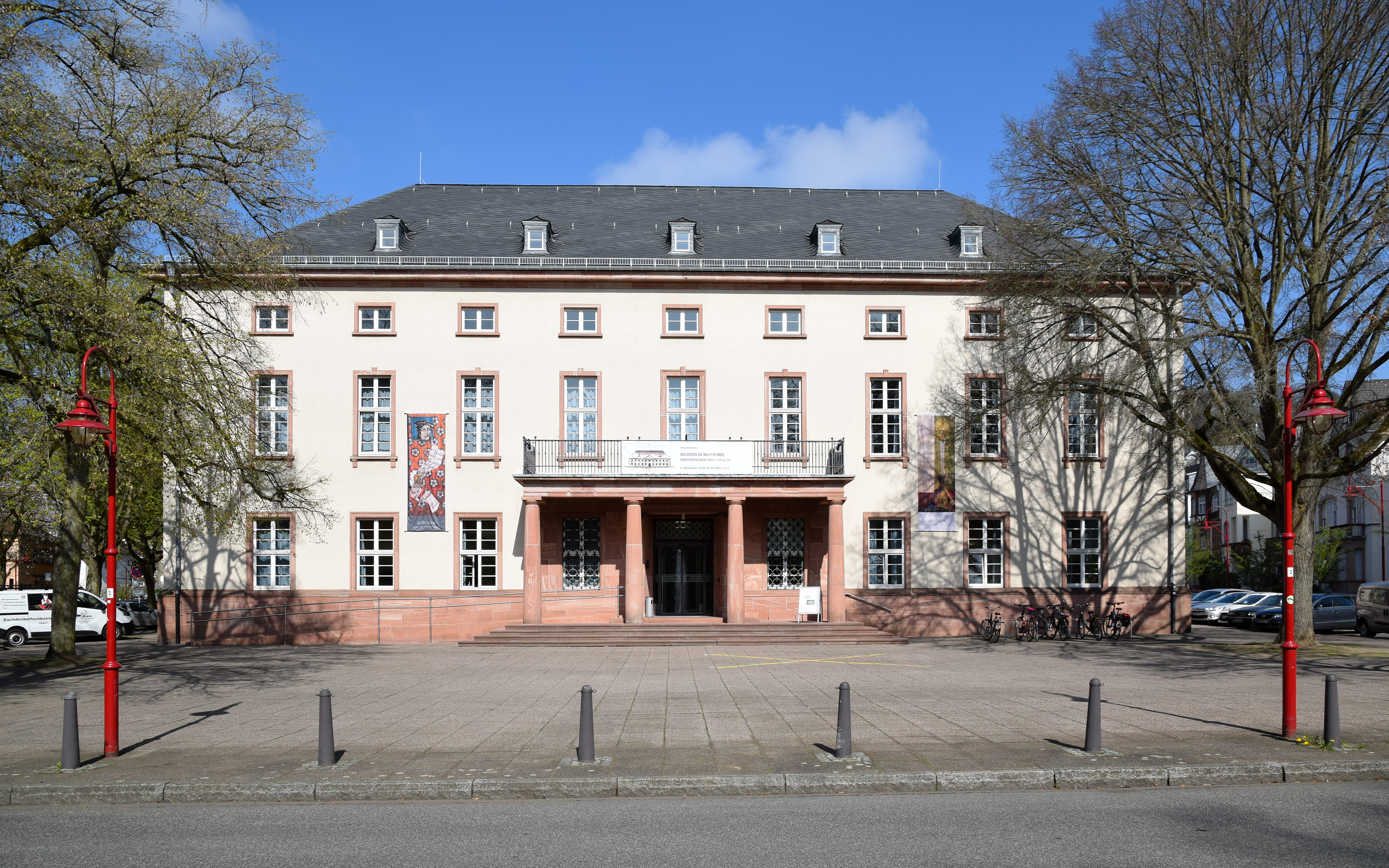
Le siège de la commission : les Archives d'État de Hesse à Marbourg

- 1897-1919 : Goswin von der Ropp (de)
- 1919-1929 : Friedrich Küch (de)
- 1929-1939 : Edmund Ernst Stengel (de)
- 1939-1942 : Theodor Mayer (de)
- 1942-1954 : Edmund Ernst Stengel (de)
- 1954-1963 : Heinrich Büttner (de)
- 1963-1999 : Walter Heinemeyer (de)
- 1999-2005 : Hans-Peter Lachmann
- depuis 2005 : Andreas Hedwig (de)